# Franz Laufke
Franz Laufke (* 20. Juni 1901 in Oberleutensdorf, Bezirk Brüx; † 15. Oktober 1984 in Würzburg) war ein deutscher Jurist und Hochschullehrer.

## Leben
Laufke besuchte ab 1907 die Volksschule Oberleutensdorf und wechselte 1912 auf das Gymnasium Brüx, wo er 1920 die Matura ablegte. Anschließend studierte er Rechtswissenschaft an der deutschen Karl-Ferdinands-Universität in Prag, und zwischenzeitlich an der Universität München. Sein Jurastudium schloss er 1926 mit Auszeichnung ab und promovierte Mitte Juni 1927 zum Dr. jur. Danach folgte ein Zusatzstudium an der Philosophischen Fakultät der Karl-Ferdinands-Universität sowie eine Beschäftigung als wissenschaftlicher Assistent. In Prag habilitierte er sich 1930 mit einer Schrift zu Handelsrecht und Wechselrecht und war danach zunächst Privatdozent, ab Oktober 1934 als Nachfolger von Hans Großmann-Doerth außerordentlicher und ab 1939 ordentlicher Professor für Zivilrecht an der deutschen Universität in Prag. Laufke war Mitglied der NSDAP.
Gemeinsam mit Wilhelm Weizsäcker leitete er das Institut für Deutsches Recht in Ostmitteleuropa der Reinhard-Heydrich-Stiftung. Während des Zweiten Weltkrieges wurde Laufke noch zur Wehrmacht eingezogen.
Nach Entlassung aus der Kriegsgefangenschaft war er als Privatgelehrter und Nachtwächter in Kästorf bei Gifhorn tätig. Anfang November 1948 vertrat er kommissarisch einen Lehrstuhl in Kiel und wechselte im Oktober 1949 als Privatdozent an die Universität Würzburg, wo er kurz darauf einen Lehrstuhl für Handels-, Bürgerliches und Zivilprozessrecht erhielt.